# Brassband Breukelen
Brassband Breukelen  is een brassband in het Nederlandse Breukelen. De muziekvereniging heeft 22 leden en staat sinds mei 2022 onder leiding van dirigent Erik Kluin. De brassband komt uit in de eerste divisie van de Koninklijke Nederlandse Muziek Organisatie (KNMO).
Op het laatst bezochte concours in Zutphen in 2024 behaalde de vereniging 92 punten en 1e prijs met lof van de jury. Op de Nederlandse Brassband Kampioenschappen (NBK) in TivoliVredenburg te Utrecht werd in 2024 de 7de plaats behaald met 85 punten in de eerste divisie. Op het Dutch Open Brassband Championship (DOBC) te Groningen behaalde Brassband Breukelen in 2025 een 6de plaats met 87 punten in de eerste divisie. 

## Geschiedenis
Op 21 september 1920 ontstond in Breukelen een fanfare onder de naam Muziekvereniging Breukelen. Het korps telde 25 leden. In 1922 haalde de fanfare haar eerste prijzen binnen op een muziekconcours in het naastgelegen dorp Maarssen. 
Vanwege een gebrek aan saxofonisten werd de fanfare in 1965 omgezet in een brassband. De naam werd veranderd in Brassband Breukelen. Ook als brassband won de vereniging diverse prijzen. Zo won de Brassband het NBK in 1998, 2005 en 2010. 
In 2002 kreeg de Brassband een nieuw repetitiegebouw met een concertzaal. Het gebouw wordt ook gebruikt door een middelbare school, de bibliotheek, een kinderdagverblijf en de muziekschool.